# ÉX-Driver
éX-Driver é um anime de comédia sobre corridas que começou como uma série de apenas 6 OVAs, e em seguida ganhou uma versão longa-metragem para o cinema, assim como um OVA adicional (Danger Zone), lançado alguns anos após a série original.

## História
Em um futuro próximo, os carros já não precisam mais de motoristas pois passaram a ser controlados por um sistema central. Com essa nova tecnologia, carros movidos a gasolina já são peças de museu.
O sistema central é alvo de ataques de hackers, e quando conseguem esses ataques causam um caos total no trânsito. Para evitar esses ataques surge um grupo chamado EX-Drivers, pilotos que são as únicas pessoas com autorização para dirigir carros movidos a gasolina e sem estarem conectados ao sistema central.
A história acompanha a jornada de Lorna Endou e Lisa Sakakino, uma dupla de EX-Drivers com uma grande habilidade na direção, combatendo os criminosos que se tiram vantagem do caos causado pelos hackers, e os próprios hackers.

## Músicas
- Tema de abertura - "Kaze ni Nare", do grupo JAM Project
- "Destiny" - um rock cantado por Masaaki Endoh

## Carros
Os veículos à gasolina dos éX-Drivers, de maioria inglesa, são os Lotus Europa e Caterham Super Seven JPE, pilotados por Lorna Endou e Souichi Sugano, respectivamente.
Lisa Sakakino dirige, no primeiro episódio, um Subaru Impreza STI 22B, até sofrer um acidente. A partir daí, ela passa a guiar um Lancia Stratus HF azul, similar aos usados nos eventos de Rally do extinto Grupo 4 (WRC). Também podem ser vistos no anime um raro Lotus 11 (em British Racing Green), um Mazda Eunos Roadster (Miata/MX5) branco, um Daihatsu Midget e uma Ducati 900 SS vermelha.